# إيستك (للر وكتك)
إيستك (بالفارسية: استک) هي منطقة سكنية تقع في إيران في قسم للر وكتك الريفي. يقدر عدد سكانها بـ 95 نسمة بحسب إحصاء 2016.